# Guillermo Larraín
Guillermo Andrés Larraín Ríos (Santiago, 14 de agosto de 1964) es un economista, académico, investigador, consultor y político chileno. Ocupó la presidencia del BancoEstado entre mayo y septiembre de 2015. Anteriormente fue vicepresidente de dicho banco, superintendente de AFP y superintendente de Valores y Seguros, durante las presidencias de Ricardo Lagos y Michelle Bachelet.

## Biografía
Nació en la capital chilena, sin embargo, su infancia la vivió en San Javier (zona centro-sur), en donde su abuela, Eliana Del Solar Concha, tenía un fundo. Hijo de Guillermo Larraín del Solar quien era agricultor y de María Adriana Ríos García-Huidobro. Es el mayor de cuatro hermanos, que son Cristian, Felipe y Maria Adriana.
De familia conservadora, egresó del Colegio del Verbo Divino de la capital chilena. Luego estudió dos años ingeniería civil. Posteriormente se tituló como ingeniero comercial y alcanzó el grado de magíster en economía en la Pontificia Universidad Católica de Chile. Más tarde obtuvo un doctorado en economía de la École des Hautes Études en Sciences Sociales (EHESS), de París, Francia, país donde estuvo cuatro años y medio y al que llegó por recomendación de su profesor Vittorio Corbo.
En ese tiempo ya estaba casado con María Olga Matte Lira, profesora de castellano y luego actriz, hija de Verónica Lira Vergara y Luis Matte Valdés, quien fuera ministro de Vivienda del presidente Salvador Allende.
De orígenes gremialistas, está vinculado desde sus años de la universidad al Partido Demócrata Cristiano.

## Carrera profesional
Además de haber sido coordinador de política económica del Ministerio de Hacienda de Chile, ocupó el cargo de gerente de estudios de BBVA Chile entre 2000 y 2003. Ese año dejó el sector privado para asumir como superintendente de AFP, responsabilidad que ejerció entre 2003 y 2006.
Antes de ser designado en la Superintendencia de Valores y Seguros, en abril de 2007, se desempeñaba como socio director de South Cone Innovación Financiera, consejero del estatal Sistema de Empresas Públicas (SEP), director de Bandesarrollo Administradora General de Fondos y asesor principal de la reforma previsional y financiera del Gobierno de Armenia.
En este cargo debió enfrenar un fenómeno que ha ido en franco crecimiento con la profundización del mercado de capitales chileno: el uso de información privilegiada. El especial tratamiento que recibió este tema por parte de su equipo quedó en evidencia los primeros quince meses de su gestión, en los cuales se constató casi la mitad de las sanciones aplicadas por este concepto en los últimos veinte años en el país, con 17 en total.
De esas sanciones destaca la aplicada a comienzos de 2007 al empresario y político de centroderecha Sebastián Piñera por infringir el deber de abstención de comprar acciones de la aerolínea local LAN, previo a la entrega de resultados, operación que databa de julio de 2006. Esta pugna finalizó con el pago de una multa de cerca de 360 millones de pesos por parte de Piñera, quien optó por esta salida en lugar de apelar, con el objeto de evitar la judicialización del caso. El uso de información privilegiada fue sin embargo descartado, ya que Piñera logró acreditar que el conocimiento del conocimiento de esa información financiera no fue la causa que motivó la compra.
Dejó el cargo, junto a Bachelet, en marzo de 2010, tras lo cual pasó al sector privado.
En 2013 reapareció en la escena pública como miembro del equipo programático de la propia Bachelet en su intento por volver a la Presidencia. En 2014, con Bachelet ya en el Gobierno, fue nombrado vicepresidente de Banco Estado, asumiendo como presidente subrogante con el nombramiento de Rodrigo Valdés como ministro de Hacienda el 11 de mayo de 2015. Fue ratificado como presidente titular del banco el 8 de julio de ese año. En el mes de septiembre de 2015 renuncia a causa de un polémico bono por término de conflicto que habría acordado con los trabajadores de dicha institución, decisión que se encontraba en pugna, según el propio gobierno, con las medidas de austeridad que se estaban llevando a cabo en medio de una crisis económica y un reciente terremoto en el centro norte del país. El costo para BancoEstado de los bonos acordados habría ascendido a más $58.000.000.000

## Publicaciones
Ha publicado dos libros. El primero, llamado Poemías, lo escribió en los años 1980. El segundo, publicado en 2005, se tituló Chile, fértil provincia. Hacia un Estado liberador y un mercado revolucionario.